# OMERS

Logo.

OMERS (Ontario Municipal Employees Retirement System) est un gestionnaire de fonds institutionnels ontarien créé par statut en 1962 pour gérer les pensions des employés municipaux de l'Ontario au Canada. Il est devenu l'un des plus importants investisseurs institutionnels du Canada. Environ 70 % du fonds provient d'investisseurs, alors que 30 % provient des montants de pension versés. En 2008, OMERS gérait environ 52 milliards CAD d'actifs. En 2010, ce fonds s'occupe également des pensions des pompiers, des policiers, des urgentistes, des employés du Children's Aid Society, des employés scolaires autres qu'enseignants, des employés de transport en commun et des employés d'Hydro Ontario.
En 2010, OMERS verse des prestations de retraite à environ 400 000 personnes,.